# Ungaliophis panamensis
Espèce
Synonymes
- Ungaliophis danieli Prado, 1940

Statut CITES
Ungaliophis panamensis est une espèce de serpents de la famille des Boidae.

## Répartition
Cette espèce se rencontre au Nicaragua, au Costa Rica, au Panamá et en Colombie.

## Description
L'holotype de Ungaliophis panamensis mesure 500 mm.

## Étymologie
Son nom d'espèce, composé de panam[a] et du suffixe latin -ensis, « qui vit dans, qui habite », lui a été donné en référence au lieu de sa découverte, le cerro Brujo au Panamá.

## Publication originale
- Schmidt, 1933 : Amphibians and reptiles collected by the Smithsonian Biological Survey of the Panama Canal Zone. Smithsonian Miscellaneous Collections, vol. 89, n. 1, p. 1-20 (texte intégral).